# Marismas de Horicon
Las marismas de Horicon forman parte de la Reserva Nacional de Vida Salvaje Horicon, y se encuentran en Dodge, condado de Fond du Lac, Wisconsin, Estados Unidos.

## Localización
- Ciudad más cercana: Waupun (Wisconsin)
- Coordenadas: 43°35′00″N 88°38′00″O / 43.58333, -88.63333
- Superficie: 87 km² (21.400 acres)
- Inauguración: 1941
- Consejo de administración: Servicio de Pesca y Vida Silvestre de los Estados Unidos